# Emil Jönsson
Karl Emil Jönsson (Sandviken, 15 agosto 1985) è un ex fondista svedese.
In seguito al matrimonio ha aggiunto al proprio il cognome della coniuge e si è iscritto alle gare come Emil Jönsson Haag.

## Biografia
Nato a Årsunda di Sandviken e specialista delle gare sprint, in Coppa del Mondo ha esordito il 18 febbraio 2004 nella sprint a tecnica classica di Stoccolma (36°), ha ottenuto il primo podio il 21 marzo 2007 nella medesima località e nella medesima disciplina (2°) e la prima vittoria il 26 gennaio 2008 nella sprint a tecnica libera di Canmore. Si è aggiudicato la Coppa del Mondo di sprint nel 2010, nel 2011 e nel 2013, dopo essere arrivato secondo nel 2008 e terzo nel 2007.
In carriera ha preso parte a due edizioni dei Giochi olimpici invernali, Vancouver 2010 (7° nella sprint) e Soči 2014 (3° nella sprint, 3° nella sprint a squadre), e a cinque dei Campionati mondiali, vincendo due medaglie.

## Palmarès

### Olimpiadi
- 2 medaglie:
  - 2 bronzi (sprint, sprint a squadre a Soči 2014)

### Mondiali
- 2 medaglie:
  - 1 argento (sprint a squadre a Val di Fiemme 2013)
  - 1 bronzo (sprint a Oslo 2011)

### Mondiali juniores
- 1 medaglia:
  - 1 bronzo (sprint a Rovaniemi 2006)

### Coppa del Mondo

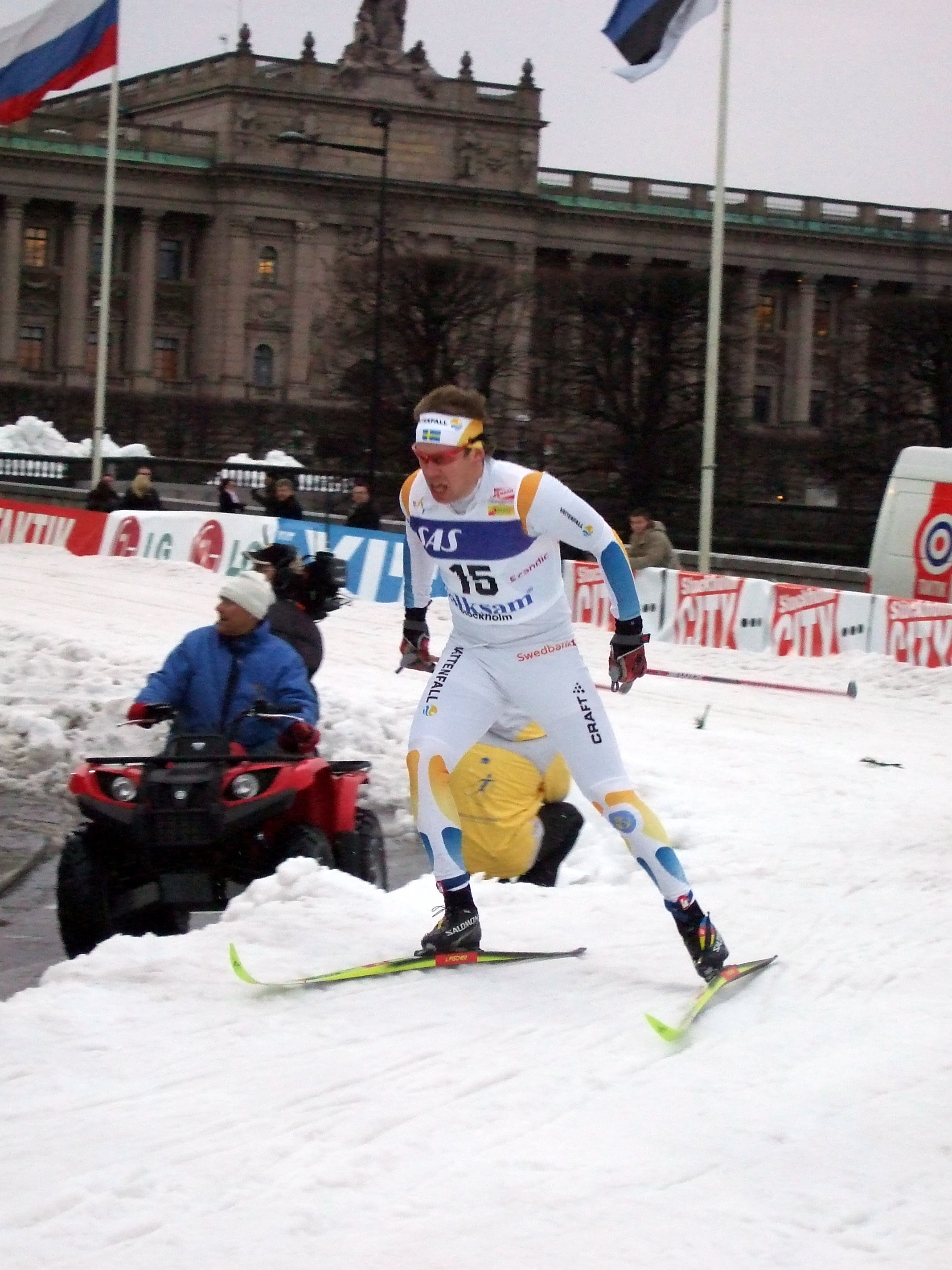
Emil Jönsson a Stoccolma il 21 marzo 2007, impegnato nella sprint a tecnica classica nella quale ha conquistato il primo podio in carriera in Coppa del Mondo

- Miglior piazzamento in classifica generale: 6º nel 2010 e nel 2011
- Vincitore della Coppe del Mondo di sprint nel 2010, nel 2011 e nel 2013
- 26 podi (20 individuali, 6 a squadre):
  - 14 vittorie (13 individuali, 1 a squadre)
  - 7 secondi posti (3 individuali, 4 a squadre)
  - 5 terzi posti (4 individuali, 1 a squadre)

#### Coppa del Mondo - vittorie
| Data             | Località   | Nazione   | Spec.                        |
| ---------------- | ---------- | --------- | ---------------------------- |
| 26 gennaio 2008  | Canmore    | Canada    | SP TL                        |
| 16 gennaio 2009  | Whistler   | Canada    | SP TC                        |
| 18 gennaio 2009  | Whistler   | Canada    | TS TL (con Robin Bryntesson) |
| 17 gennaio 2010  | Otepää     | Estonia   | SP TC                        |
| 6 febbraio 2010  | Canmore    | Canada    | SP TC                        |
| 11 marzo 2010    | Drammen    | Norvegia  | SP TC                        |
| 4 dicembre 2010  | Düsseldorf | Germania  | SP TL                        |
| 11 dicembre 2010 | Davos      | Svizzera  | SP TL                        |
| 20 febbraio 2011 | Drammen    | Norvegia  | SP TL                        |
| 13 marzo 2011    | Lahti      | Finlandia | SP TC                        |
| 4 marzo 2012     | Lahti      | Finlandia | SP TC                        |
| 8 dicembre 2012  | Québec     | Canada    | SP TL                        |
| 15 dicembre 2012 | Canmore    | Canada    | SP TL                        |
| 9 marzo 2013     | Lahti      | Finlandia | SP TL                        |

Legenda:

TC = tecnica classica

TL = tecnica libera

SP = sprint

TS = sprint a squadre

#### Coppa del Mondo - competizioni intermedie
- 5 podi di tappa:
  - 3 vittorie
  - 1 secondo posto
  - 1 terzo posto

##### Coppa del Mondo - vittorie di tappa
| Data           | Località   | Nazione   | Competizione | Disciplina |
| -------------- | ---------- | --------- | ------------ | ---------- |
| 4 gennaio 2010 | Praga      | Rep. Ceca | Tour de Ski  | Sprint TL  |
| 2 gennaio 2011 | Oberstdorf | Germania  | Tour de Ski  | Sprint TC  |
| 16 marzo 2011  | Stoccolma  | Svezia    | Finali       | Sprint TC  |

Legenda:

TC = tecnica classica

TL = tecnica libera